# فالنتينو فيورافانتي
فالنتينو فيورافانتي (11 سبتمبر 1764 - 16 يونيو 1837) مؤلف موسيقي إيطالي مشهور لاوبرا بوفا.

## حياته
وُلِد فيورافانتي في روما. وكان أحد أفضل مؤلفي الأوبرا بين عصر دومينيكو تشيماروزا وجيواكينو روسيني، وكان مشهورًا بشكل خاص في نابولي، وهو أول من أدخل الحوار المنطوق على الطريقة الفرنسية في أعماله في إيطاليا، مستخدمًا أحيانًا اللهجة النابولية. وتضمنت أعماله حوالي 70 أوبرا أشهرها Le cantatrici villane من عام 1799. توفي عن عمر يناهز 72 عامًا في كابوا.

## روابط خارجية
- فالنتينو فيورافانتي على موقع ميوزك برينز (الإنجليزية)
- فالنتينو فيورافانتي على موقع ديسكوغز (الإنجليزية)